# Chi è Dayani Cristal?
Chi è Dayani Cristal? (Who is Dayani Cristal?) è un film documentario del 2013 diretto da Marc Silver. 
È stato presentato in anteprima mondiale al Sundance Film Festival dove ha vinto il premio per la miglior fotografia. Nel 2014 l'Amnesty International lo ha eletto miglior documentario dell'anno.
Il film, prodotto e interpretato da Gael García Bernal, affronta il tema dell'immigrazione negli Stati Uniti d'America e si articola su due indagini: l'analisi del processo con cui normalmente si arriva all’identificazione di un cadavere di un clandestino ritrovato nel deserto, e il racconto più intimistico e diretto della pericolosa traversata dei latinos, piena di sogni e di vite interrotte.

## Trama
Nel Deserto di Sonora, la Polizia di Frontiera scopre il corpo di un uomo in decomposizione. Si tratta di un immigrato senza documenti il cui unico indizio per identificarlo è un tatuaggio sul petto con la scritta "Dayani Cristal". Ad indagare sul suo caso è il personale dell'obitorio di Pima County, che ogni anno raccoglie dalle sabbie del deserto almeno un centinaio di cadaveri. Mentre le ricerche proseguono, Gael García Bernal ripercorre i passi di quest’uomo, nel tentativo di capire cosa debba aver provato nel suo ultimo viaggio verso il sogno americano. Come se fosse un reporter in borghese, l'attore e attivista messicano segue e condivide le dolorose tappe dei migranti, dall'Honduras fino agli Stati Uniti d'America, attraverso il Guatemala e il Messico.

## Produzione
Il budget del film era molto basso perciò le riprese sono state effettuate in due settimane con un team di otto persone e due automobili. Marc Silver e Gael García Bernal prima di questo film avevano girato per Amnesty International una serie di cortometraggi dal titolo Los Invisibles sul tema dell'immigrazione in Messico.

## Distribuzione
Il film ha esordito il 17 gennaio 2013 al Sundance Film Festival. È stato successivamente presentato in molti altri festival del cinema fra i quali il New York Film Festival, il Louisiana Film Festival, il Festival del cinema di Zurigo (Svizzera), e i Latin Beat Film Festival (Giappone).
In Italia è stato presentato alla Festival internazionale del film di Roma 2013 nella sezione Alice nella città dedicata alle nuove generazioni. Il 20 novembre 2014 è uscito al cinema.

## Riconoscimenti
- 2013 – Festival internazionale del cinema di Abu Dhabi
  - Premio speciale della giuria
  - Candidatura Miglior documentario
- 2013 – Cork International Film Festival
  - Premio del pubblico
- 2013 – Miami Film Festival
  - Candidatura Gran premio della giuria
- 2013 – Sundance Film Festival
  - Miglior fotografia
  - Candidatura Gran premio della giuria
- 2014 – Amnesty International
  - Miglior documentario
- 2015 – Premi Platino del cinema iberoamericano
  - Candidatura Miglior documentario

## Progetto di solidarietà
Cinque anni prima della realizzazione del film il regista Marc Silver lanciò un sito web dove le persone potevano condividere la loro personale storia di ingiustizia sociale. Molte di queste storie parlavano della perdita di un proprio caro durante il processo di immigrazione clandestina. Quindi iniziò a fare delle ricerche a Tucson, sede del reparto di investigazione sulle morti dei migranti, fino a quando si imbatté nel caso "Dayani Cristal".
Dopo il successo del film, gli autori hanno costruito una rete di solidarietà per finanziare i rifugi che ospitano i clandestini (fra i quali il rifugio di Padre Solalinde che appare nel film) e per realizzare un database sui desaparecidos presso il centro medico di Pima County. Il sito internet di Marc Silver, ora whoisdayanicristal.com, è diventato uno spazio web dedicato ai migranti scomparsi e alle loro famiglie.